# Old Christian Place
Old Christian Place è una comunità non incorporata della contea di Culberson, Texas, Stati Uniti. Il piccolo insediamento si trova in un remoto canyon a circa 40 miglia (64 km) a nord-est di Van Horn.